# Bitå
Bitå (ordet är dalskt och betyder ett sorts tunnbröd med potatis, se tuttul) är ett musikalbum av folkmusikern Kalle Moraeus och hans band Hej Kalle. Skivan innehåller folkmusik och vissa fall blandat med rock, jazz eller funkmusik. 

## Låtlista
1. "Hjortingen" (Hjort Anders Olsson – arr. Hej Kalle) - 2:41
2. "Vi har dansat" (Text: Py Bäckman – musik: Kalle Moraeus – arr. Hej Kalle) - 3:11
3. "Högfjällspolkan" (Kalle Moraeus – arr. Hej Kalle) - 4:03
4. "Till min dotter" (Kalle Moraeus – arr. Hej Kalle) - 3:41
5. "Vavade" (Kalle Moraeus – arr. Hej Kalle) - 3:15
6. "Venjan" (Trad. arr. Hej Kalle) - 4:15
7. "Tango Elmona" (Per-Erik Moraeus – arr. Hej Kalle) - 4:14
8. "Skavankfunk" (Text: Johan Löfcrantz Ramsay – musik: Kalle Moraeus) - 2:44
9. "Zirba" (Trad. arr. Hej Kalle) - 3:24
  - Moldavisk folksång
10. "Finska blomman" (Kalle Moraeus – arr. Hej Kalle) - 3:22
  - Bröllopsmarsch
11. "Schottis av Jonas Olsson" (Jonas Olsson – arr. Hej Kalle) - 3:50
12. "Hawaiian War Chant" (Ralph Freed, John Noble – arr. Hej Kalle) - 2:31
13. "Viva La Speranza" (Göran Arnberg, Magnus Fermin – bearbetning av Hej Kalle) - 4:04
14. "Koppången" (Per Erik Moraeus – arr. Hej Kalle) - 3:17

## Medverkande
- Hej Kalle:
  - Kalle Moraeus — sång, fiol, gitarr, mandolin, bouzouki, pedal steel guitar, lapsteel
  - Pälle Grebacken — saxofon, flöjt, ukulele
  - Anders Lundqvist — klaviatur, dragspel
  - Jörgen Stenberg — slagverk
  - Johan Granström — bas
  - Johan Löfcrantz Ramsay — trummor, rap
- Gästande musiker:
  - Rolf Nyqvist — valthorn (13)
  - Johan Ahlin — valthorn (13)
  - Olof Flodin — violin (2, 6, 10, 13)
  - Roland Kress — violin (6, 13)
  - Anders Norén — violin (2, 10), viola (6, 13)
  - Gudmund Ingwall — cello (6, 13)
  - Kati Mäki — sång (6)